# Piwnica na Wójtowskiej
Piwnica na Wójtowskiej – teatr i pracownia artystyczna aktora, reżysera i scenarzysty Ryszarda Waldeck-Ostromęckiego, w Warszawie na Nowym Mieście. Funkcjonowała w latach 1980−2010.

## Historia
Budowa Piwnicy na Wójtowskiej była inicjatywą prywatną. Powstała z ruin byłej osiedlowej kotłowni oraz oddanego na ten cel przez artystę jego mieszkania. Swoją działalność rozpoczęła 13 czerwca 1980 roku.
W ciągu 30 lat działalności (1980-2010), pod artystycznym kierownictwem Ryszarda Ostromęckiego przedstawiła ponad 750 wieczorów-koncertów, w tym 25 premier teatralnych (estradowych), 21 premier muzycznych, 35 specjalnie przygotowanych programów z udziałem czołówki wybitnych wykonawców polskich i zagranicznych, ogromną liczbę recitali wokalnych, instrumentalnych i monodramów cieszących się popularnością wśród mieszkańców stolicy i gości miasta.

## Artyści Piwnicy na Wójtowskiej
Listę uczestniczących w realizacji repertuaru Piwnicy przez 30 lat artystów tworzą między wieloma innymi:
Aktorzy
Artur Barciś, Daniel Bargiełowski, Grażyna Barszczewska, Włodzimierz Bednarski, Monika Biciunaite, Joanna Borowska, Iga Cembrzyńska, Anna Chodakowska, Maria Chwalibóg, Ewa Decówna, Bożena Dykiel, Anna Dymna, Jan Englert, Jolanta Fijałkowska, Gustaw Holoubek, Irena Jun, Aleksander Kalinowski, Emilian Kamiński, Joanna Kasperska, Ewa Kobus, Krzysztof Kolberger, Maja Komorowska, Krzysztof Kumor, Magdalena Kuta-Jastrzębska, Asja Łamtiugina, Tadeusz Łomnicki, Olgierd Łukaszewicz, Anna Majcher, Jan Matyjaszkiewicz, Małgorzata Niemirska, Jerzy Nowak, Marek Obertyn, Daniel Olbrychski, Maciej Orłoś, Piotr Pawłowski, Karol Radziwiłowicz, Pola Raksa, Anna Romantowska, Bogusław Sobczuk, Joanna Sobieska, Marcin Sosnowski, Dorota Stalińska, Tomasz Stockinger, Tadeusz Śliwiak, Henryk Talar, Krystyna Tkacz, Daria Trafankowska, Beata Tyszkiewicz, Anna Wesołowska, Wojciech Wysocki, Jerzy Zelnik, Joanna Żółkowska
Artyści estrady, poeci, autorzy tekstów piosenek
Elżbieta Adamiak, Grażyna Auguścik, Alosza Awdiejew, Hanna Banaszak, Ewa Bem, Jacek Cygan, Magda Czapińska, Maria Czubaszek, Andrzej Dąbrowski, Leszek Długosz, Edyta Geppert, Marek Grechuta, Justyna Holm, Kalina Jędrusik, Jacek Kaczmarski, Ewelina Lec, Wojciech Młynarski, André Ochodlo, Grażyna Orszt-Alber, Agnieszka Osiecka, Irena Pająkówna, Andrzej Poniedzielski, Krystyna Prońko, Łucja Prus, Jeremi Przybora, Sława Przybylska, Irena Santor, Stanisław Sojka, Jan Janga Tomaszewski, Magda Umer, Ewa Wanat, Wanda Warska, Elżbieta Wojnowska, Jan Wołek, Marianna Wróblewska
Pianiści, instrumentaliści, dyrygenci, kompozytorzy
Henryk Alber, Dorota Anderszewska, Mariusz Bogdanowicz, Tadeusz Czechak, Halina Czerny – Stefańska, Kaja Danczowska, Krzesimir Dębski, Andrzej Dutkiewicz, Szabolcs Esztényi, Anna Faber, Maria Gabryś, Elżbieta Gajewska, Maciej Grzybowski, Barbara Hesse-Bukowska, Andrzej Jagodziński, Julia Jakimowicz, Krzysztof Jakowicz, Tytus Jakubowski, Andrzej Jasiński, Wojciech Karolak, Jadwiga Kotonowska, Sławomir Kulpowicz, Andrzej Kurylewicz, Andrzej Łukasik, Miłosz Magin, Waldemar Malicki, Iwona Mironiuk, Alina Maria Mleczko, Włodzimierz Nahorny, Zbigniew Namysłowski, Maja Nosowska-Pasławska, Janusz Olejniczak, Maciej Paderewski, Włodzimierz Pawlik, Maciej Piotrowski, Krzysztof Przybyłowicz, Karol Radziwonowicz, Monika Rosca, Krzysztof Sadowski, Agata Sapiecha, Barbara Skorb-Stadnicka, Marek Stefankiewicz, Janusz Stokłosa, Tomasz Strahl, Janusz Strobel, Tomasz Szukalski, Jarosław Śmietana, Elżbieta Tarnawska, Zbigniew Wegehaupt, Edward Wolanin, Zbigniew Wrombel, Andrzej Wróbel, Krzysztof Zgraja, Roman Ziemlański
Śpiewacy
Joanna Borowska, Zdzisława Donat, Anna Karasińska, Urszula Kryger, Anna Malewicz Madej, Jolanta Radek, Dorota Radomska, Jadwiga Teresa Stępień, Monika Swarowska –Walawska, Olga Szwajgier, Jolanta Wrożyna, Elżbieta Zapolska, Leszek Zawadka
Artyści zagraniczni z Austrii, Niemiec, Argentyny, Litwy, Hiszpanii, Wielkiej Brytanii, Szwajcarii, Francji, Stanów Zjednoczonych, Japonii
Ingrida Armonaite, Rimantas Armonas, Angel Contopulos, Matias d’Huart, Roland Dyens, Mari Ebihara, Nami Ejri, Ruhm Felicitas, Ingrid Filter, Richard Jacobowsky, Yuko Kawai, Mike Knapp, Roy Kogan, Jerzy Kosmala, Adrian Kreda, Michael Langer, Judita Leitaité, Barber Llorenç, Zoe Martlew, Joseph Niederhammer, Mako Okamoto, Megumi Otsuka, Ina Pohorely, Sabine Roderburg, Penelope Roskell, Saskia Schneider, Adalbert Skocic, Katja Thost, Irena Uss, Alberto Zuckermann-Bello
Prowadzący
Janusz Cegiełła, Maria Czubaszek, Jolanta Fajkowska, Wojciech Michniewski, Piotr Orawski, Ewa Pawlik – Żmudzińska
Tancerki
Iliana Alvarado, Elżbieta Jaroń, Bożena Kociołkowska
Zespoły
String Connection, Kwartet Jorgi, Grupa Osjan, Kwartet Camerata
W Piwnicy nagrywano płyty (Stanisław Sojka, String Connection, Kwartet Jorgi), odbywały się tu także koncerty i spotkania z udziałem uczestników i jurorów XII, XIII i XIV Konkursów Międzynarodowych im. Fryderyka Chopina w latach 1990, 1995 i 2000.
Wieczory w Piwnicy to nie tylko występy artystów, ale także unikalne spotkania bez podziału na scenę i widownię. Tu właśnie występujący artyści odsłaniali tajemnicę warsztatu – gest, na jaki nie zdobyliby się nigdy w monumentalnych salach filharmonijnych czy teatralnych. Trudno uwierzyć, ale wszystko to odbywało się bez zapewniającej ciągłość działania dotacji dla Piwnicy, funkcjonującej często wyłącznie dzięki bezinteresownej pracy przyjaciół-artystów. Piwnica na Wójtowskiej zdobyła znaczącą pozycję na mapie kulturalnej Warszawy. Zdołała udowodnić, jak bardzo Miastu i jego kulturze potrzebne jest takie jedyne, niepowtarzalne miejsce.
Ryszard Waldeck-Ostromecki przekazał pieczę nad stworzoną przez siebie pracownią artystyczną Staromiejskiemu Dom Kultury w Warszawie w 2010 r.